# Hafursey
Hafursey är ett berg i republiken Island. Det ligger i regionen Suðurland, 170 km öster om huvudstaden Reykjavík. 
Trakten runt Hafursey är nära nog obefolkad, med mindre än två invånare per kvadratkilometer. Närmaste större samhälle är Vík í Mýrdal, 16,1 km sydväst om Hafursey.